# Tempio della Nuvola Bianca
Il Tempio della Nuvola Bianca è un tempio e monastero taoista di Pechino (Cina).

## Storia
Il Tempio della Nuvola Bianca, allora "Tempio della Perpetua Celestialità" (Tianchang Guan), venne costruito nella metà del VIII secolo sotto la dinastia Tang.
[...]
Il complesso venne distrutto da un incendio nel 1202 e venne ricostruito nel 1224 su ordine di Gengis Khan. Il nome Nuvola Bianca viene conferito al centro taoista proprio in seguito alla ricostruzione. È nel 1979 sotto Deng Xiaoping che hanno luogo le prime attività di rinascita. La Chiesa taoista cinese, ricostituita nel maggio 1980, colloca la sua sede presso il Tempio della Nuvola Bianca di Pechino, tempio principale anche della corrente Quanzhen Dao, riabilitata nel 1984. Altre organizzazioni furono ricostituite a partire da qualche anziano maestro. Il primo centro di formazione teologica aprì nel 1984 al tempio della Nuvola Bianca, con conseguente ripresa delle ordinazioni sacerdotali nel 1989.

## Descrizione
Come la maggior parte dei templi cinesi, il Tempio della Nuvola Bianca è disposto lungo un asse nord-sud, con l'ingresso all'estremità sud. Ci sono cinque sale principali costruite sull'asse principale, partendo dal Cancello Principale: la Sala Yuhuang (zh. 玉皇殿T, lett. "Sala dell'Imperatore di Giada"), la Sala Laolü (zh. 老律堂T), la Sala Qiuzu (zh. 丘祖殿T, lett. "Sala del Venerabile Qiu") e la Sala Sanqing (zh. 三清殿T, lett. "Sala dei Tre Puri"). Su entrambi i lati dell'asse principale ci sono due assi più piccoli, ciascuno contenente sale dedicate a una varietà di divinità. Nella parte posteriore del complesso si trova un giardino cinese che ospita il padiglione/piattaforma ove si celebrano le ordinazioni dell'abbazia.